# Priah Ferguson
Priah Nicole Ferguson (Atlanta, 1º ottobre 2006) è un'attrice statunitense.

## Biografia
Priah è nata ad Atlanta, in Georgia, il 1º ottobre 2006, da John Ferguson, un direttore del design, e Adjua Ferguson, una graphic designer. Ha una sorella minore di nome Jayda.
La sua notorietà è data dal ruolo di Erica Sinclair, che ricopre dal 2017 nella serie di successo di Netflix Stranger Things.

## Filmografia

### Cinema
- La Vie Magnifique De Charlie, regia di Bobby Huntley (2017)
- The Oath, regia di Ike Barinholtz (2018)

### Televisione
- Perfectville – film TV, (2015)
- BB Brown & Friends – serie TV, episodi 1x02, 1x04 (2016)
- Atlanta – serie TV, episodio 1x02 (2016)
- Cream X Coffee – serie TV, episodi 1x06, 1x10 (2016)
- Mercy Street - serie TV, episodio 2x03 (2017) - non accreditata
- Daytime Divas – serie TV, episodio 1x10 (2017)
- Stranger Things – serie TV, 18 episodi (2017-2022)
- Bluff City Law – serie TV, episodio 1x05 (2019)
- Cast Black Talent Virtual Reading Series – serie TV, 1 episodio (2020)

## Doppiatrici italiane
Nelle versioni in italiano delle opere in cui ha recitato, Priah Ferguson è stata doppiata da:
- Anita Ferraro in Stranger Things